# Laetmonice hystrix
Laetmonice hystrix är en ringmaskart som först beskrevs av Savigny in Lamarck 1818.  I den svenska databasen Dyntaxa används istället namnet Hermonia hystrix. Enligt Catalogue of Life ingår Laetmonice hystrix i släktet Laetmonice och familjen Aphroditidae, men enligt Dyntaxa är tillhörigheten istället släktet Hermonia och familjen Aphroditidae. Arten har ej påträffats i Sverige. Inga underarter finns listade i Catalogue of Life.

## Bildgalleri

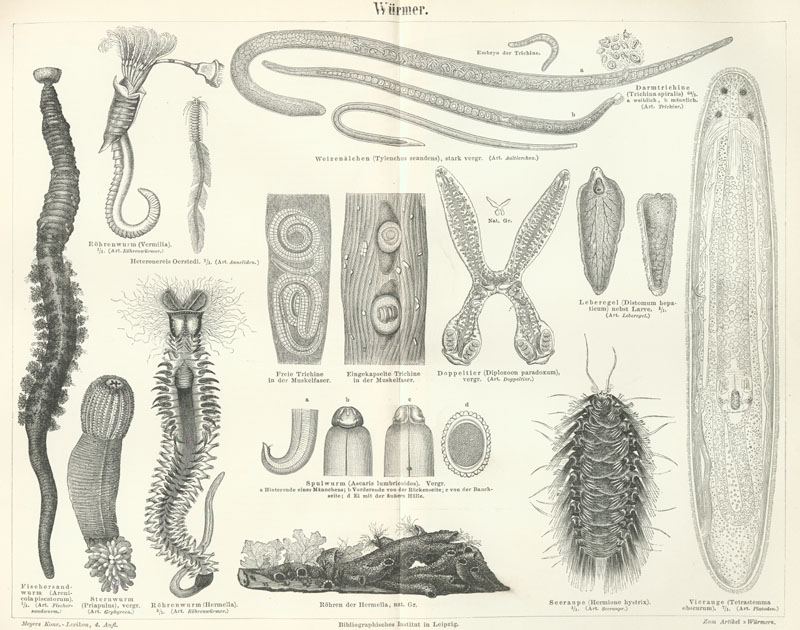